# Collapse into Now
Collapse into Now è il quindicesimo ed ultimo album del gruppo musicale dei R.E.M., uscito il 7 marzo 2011 in Europa e il giorno successivo in Nord America. L'album è prodotto da Jacknife Lee e dai R.E.M., e vede la partecipazione di importanti ospiti quali Eddie Vedder, cantante e leader dei Pearl Jam, e Patti Smith.

## Tracce
1. Discoverer – 3:31 (Michael Stipe, Mike Mills, Peter Buck)
2. All the Best – 2:48 (Michael Stipe, Mike Mills, Peter Buck)
3. Überlin – 4:15 (Michael Stipe, Mike Mills, Peter Buck)
4. Oh My Heart – 3:21 (Michael Stipe, Mike Mills, Peter Buck, Scott McCaughey)
5. It Happened Today (feat. Eddie Vedder) – 3:49 (Michael Stipe, Mike Mills, Peter Buck)
6. Every Day Is Yours to Win – 3:26 (Michael Stipe, Mike Mills, Peter Buck)
7. Mine Smell Like Honey – 3:13 (Michael Stipe, Mike Mills, Peter Buck)
8. Walk It Back – 3:24 (Michael Stipe, Mike Mills, Peter Buck)
9. Alligator_Aviator_Autopilot_Antimatter (feat. Lenny Kaye, Peaches) – 2:45 (Michael Stipe, Mike Mills, Peter Buck)
10. That Someone Is You – 1:44 (Michael Stipe, Mike Mills, Peter Buck)
11. Me, Marlon Brando, Marlon Brando and I – 3:03 (Michael Stipe, Mike Mills, Peter Buck)
12. Blue – 5:46 (Michael Stipe, Mike Mills, Peter Buck, Patti Smith)

Durata totale: 41:05

## Formazione
- Michael Stipe – voce
- Peter Buck – chitarra, basso, mandolino
- Mike Mills – basso, chitarra, tastiera, cori

Altri musicisti
- Shamarr Allen – tromba (tracce 1, 4-5)
- Greg Hicks – trombone
- Craig Klein – trombone
- Joel Gibb – voce (traccia 5)
- Lenny Kaye – chitarra (tracce 9, 12)
- Jacknife Lee – tastiere, chitarra
- Leroy Jones – tromba (tracce 1, 4-5)
- Kirk M. Joseph, Sr. – susafono (tracce 1, 4-5)
- Scott McCaughey – chitarra, tastiere, cori, fisarmonica
- Peaches – voce (traccia 9)
- Bill Rieflin – batteria, bouzouki, tastiere, chitarra
- Patti Smith – voce (traccia 12)
- Eddie Vedder – voce (traccia 5)

## Classifiche
| Classifica (2011)         | Posizione massima |
| ------------------------- | ----------------- |
| Australia                 | 15                |
| Austria                   | 2                 |
| Belgio (Fiandre)          | 5                 |
| Belgio (Vallonia)         | 8                 |
| Canada                    | 6                 |
| Danimarca                 | 3                 |
| Finlandia                 | 17                |
| Francia                   | 31                |
| Germania                  | 1                 |
| Irlanda                   | 3                 |
| Italia                    | 6                 |
| Norvegia                  | 2                 |
| Nuova Zelanda             | 10                |
| Paesi Bassi               | 8                 |
| Polonia                   | 5                 |
| Portogallo                | 8                 |
| Regno Unito               | 5                 |
| Repubblica Ceca           | 2                 |
| Spagna                    | 3                 |
| Stati Uniti               | 5                 |
| Stati Uniti (alternative) | 1                 |
| Stati Uniti (rock)        | 1                 |
| Svezia                    | 9                 |
| Svizzera                  | 1                 |